# Petawawa (Ontario)
Petawawa – miejscowość (ang. town) w Kanadzie, w prowincji Ontario, w hrabstwie Renfrew.
Powierzchnia Petawawy to 164,68 km². Według danych spisu powszechnego z roku 2001 Petawawa liczy 14 398 mieszkańców (87,43 os./km²).
Petawawa jest siedzibą bazy wojskowej (2 Canadian Mechanized Brigade Group).

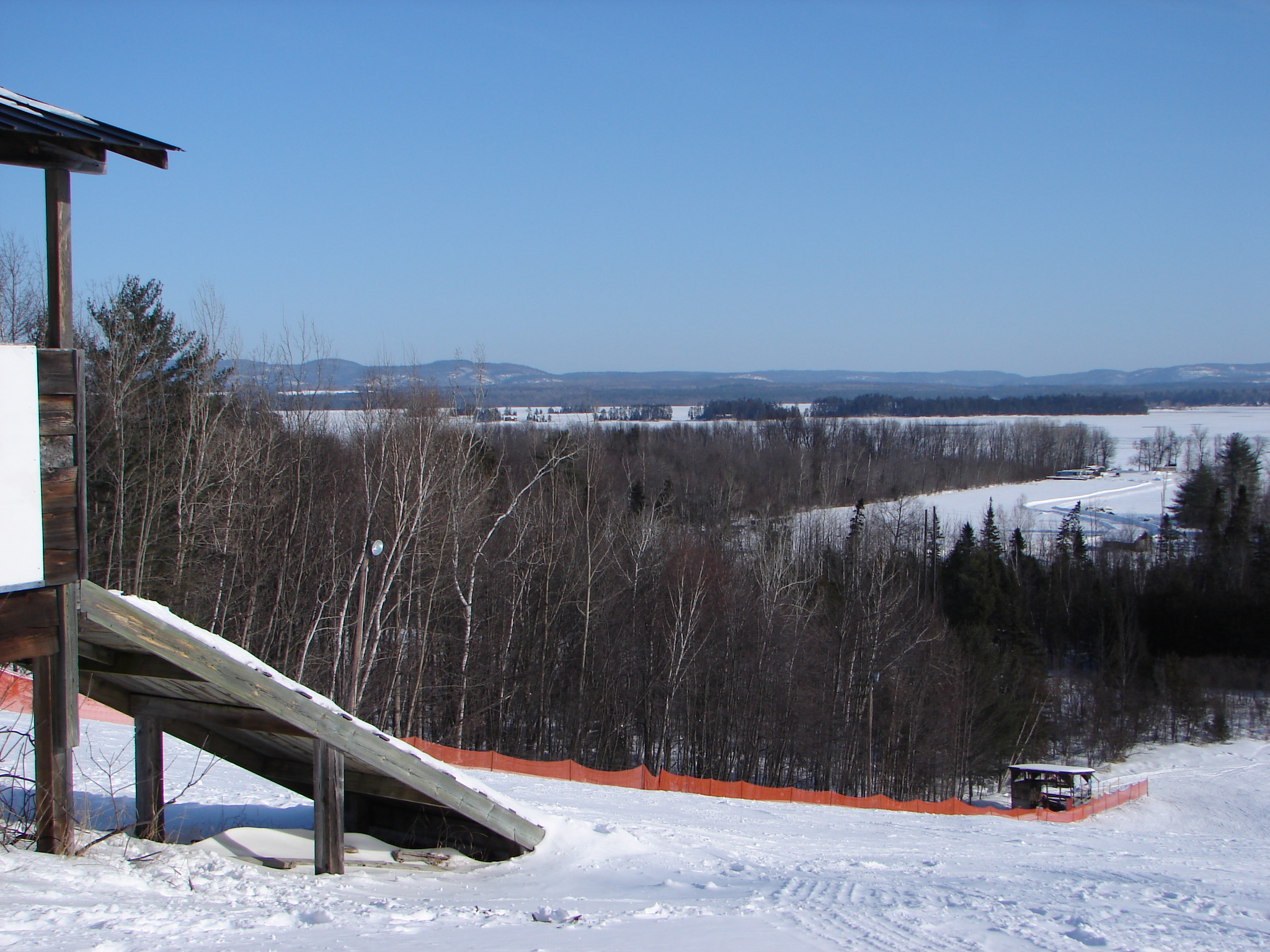
Zjazd narciarski w Petawawa

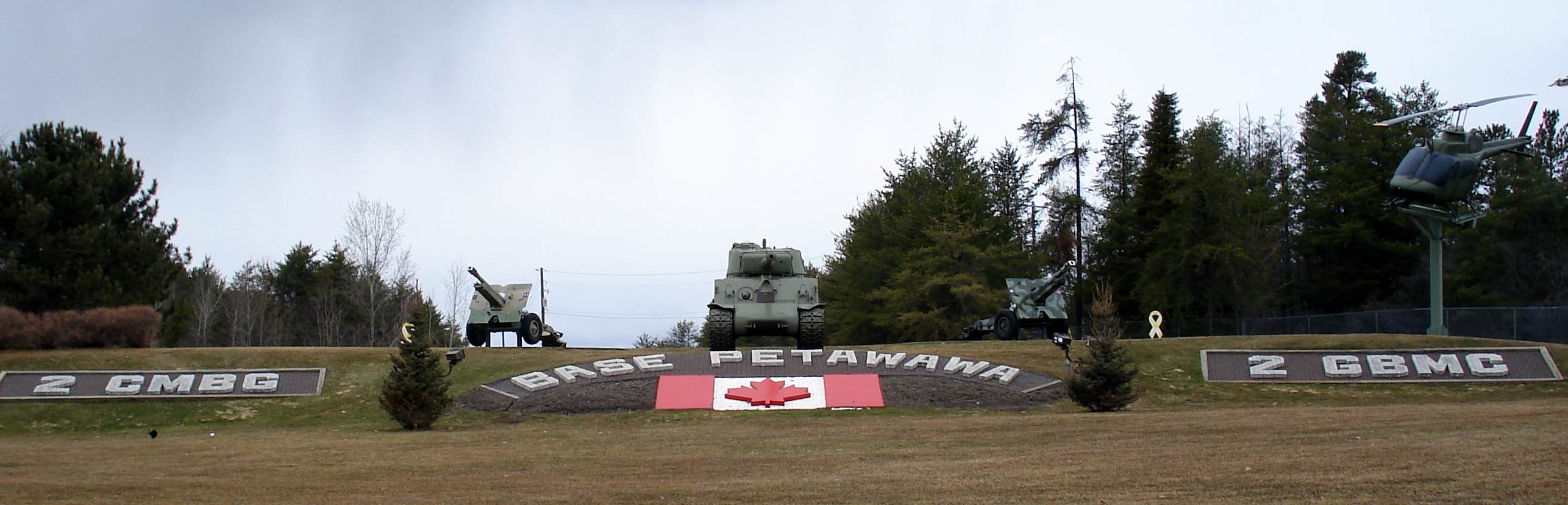
Wejście główne do bazy wojskowej CFB Petawawa